# مقاطعة شك وردك

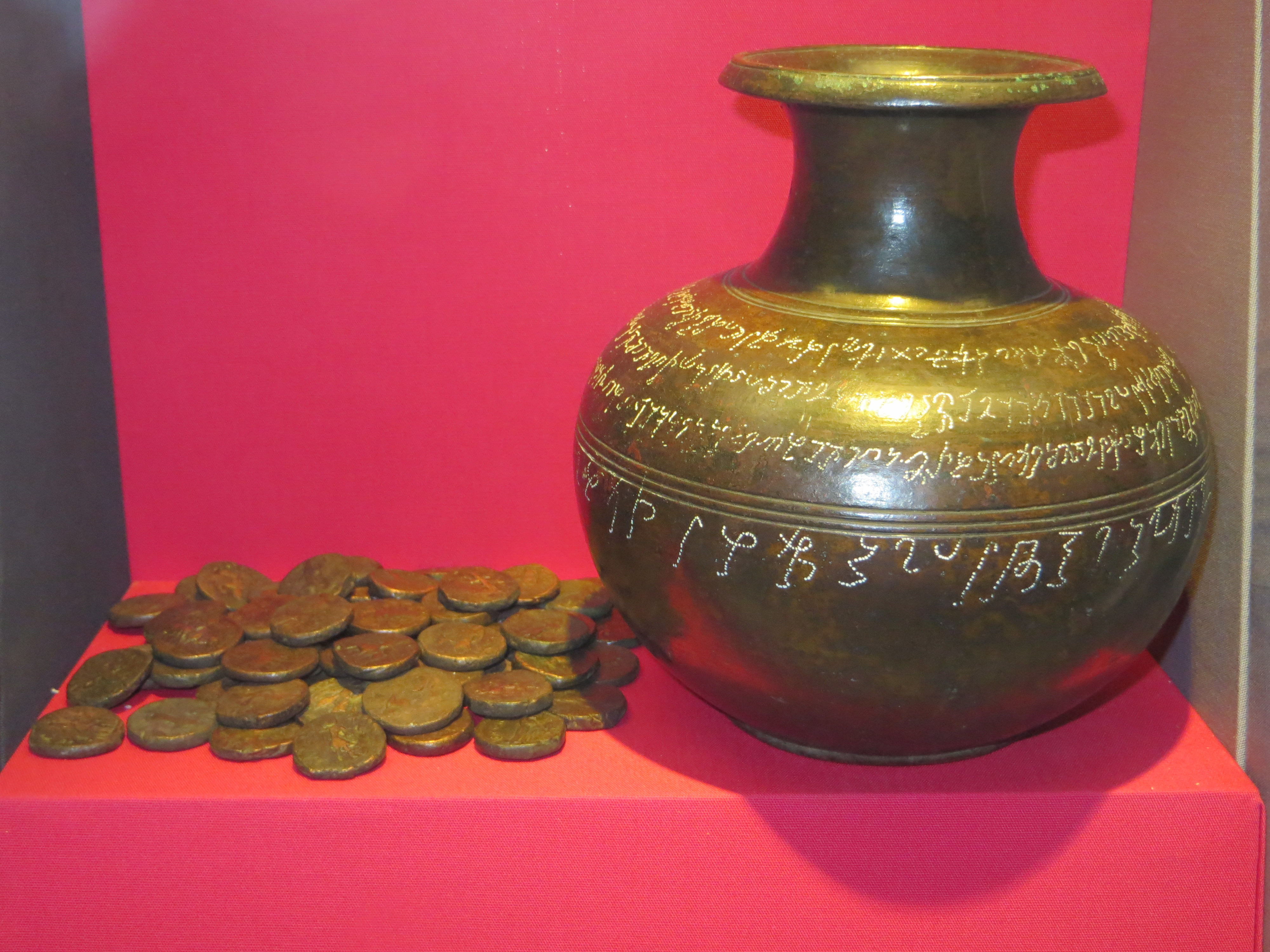
إناء وردك وعملات معدنية بالمتحف البريطاني

مقاطعة شك وردك ((بالفارسية: چک وردک)، المعروف أيضًا باسم شك) هي مقاطعة أفغانية في جنوب ولاية وردك. قُدّر عدد سكانها بنحو 83،376 نسمة في عام 2005، وهو آخر عام تتوفر عنه أرقام. مركز المنطقة هو قرية شك وردك.
تقع المقاطعة في قلب قبيلة وردك [الإنجليزية] البشتونية.

## تاريخ
يوجد خارج شك وردك العديد من البقايا البوذية القديمة، بما في ذلك دير محصن وستة أبراج، احتوت إحداها على إناء من البرونز مع نقش خروشثي [الإنجليزية] يحتوي على 61 قطعة نقدية من الإمبراطورية الكوشانية، وهي الآن ضمن مجموعة المتحف البريطاني.